# Who Is Sensor Girl?
Who Is Sensor Girl? è un arco narrativo a fumetti pubblicato dalla DC Comics in Legion of Super-Heroes (vol. 3) numeri 14-27 (settembre 1985-ottobre 1986). Fu scritto da Paul Levitz e disegnato prevalentemente da Greg LaRocque, Larry Mahlstedt e Mike DeCarlo. La storia presenta l'arruolamento di cinque nuovi membri della Legione dei Super-Eroi: l'identità di uno di loro è il mistero che dà il titolo alla vicenda.

## Trama
Quando i tre fondatori della Legione dei Super-Eroi (Cosmic Boy, Saturn Girl e Lightning Lad) annunciarono la loro intenzione di abbandonare la carriera super eroistica, la Legione ebbe la più grande quantità di scelta di adesione mai vista. Power Boy, Comet Queen, Mentalla, Energy Boy e Dev-Em furono tra i vari candidati. Infine, nuovi cinque membri furono scelti per fare parte della squadra, inclusi Tellus, Quislet, il fratello più giovane di Cosmic Boy, Magnetic Kid, e il fondatore della Legione degli Eroi Sostituti Polar Boy, che finalmente accettò l'offerta di adesione alla Legione per lui sempre valida. Il quinto membro ad essere accettato fu Sensor Girl. Si presentò come una donna mascherata che tenne i suoi poteri e la sua vera identità segreti, ma fu presa in forte considerazione a causa di una raccomandazione da parte di Saturn Girl che affermò che "lei ha i motivi migliori per meritare l'appartenenza alla squadra".
Nel corso delle settimane successive, Sensor Girl sfoderò una varietà di poteri. Era al corrente di un'esplosione in corso prima ancora di qualsiasi altro dei suoi compagni, illuminava l'oscurità con raggi infrarossi, e manifestava un impressionante progresso nel combattimento corpo a corpo. Analizzò opportunamente lo squilibrio ghiandolare di uno dei suoi compagni di squadra, e riusciva a vedere attraverso i muri. Brainiac 5, elaborando il lutto del suo amore Supergirl, cominciò a sospettare che Sensor Girl potesse essere proprio la sua amata - o un traditore in incognito. Il mistero si infittì quando Brainiac 5 irruppe nel suo quartier generale e la vide volare senza l'ausilio dell'anello di volo della Legione. Il leader della squadra, Element Lad, fu riluttante nel chiedere a Sensor Girl di rivelare la sua identità, poiché lui stesso fu ammesso nella Legione anni prima grazie alla sola raccomandazione di Saturn Girl. Tuttavia, mentre i compagni di squadra cominciarono a sospettare e conflitti interni prendevano sviluppo, il giovane fu costretto a sollevare la questione con Sensor Girl. Come risposta, la ragazza abbandonò il gruppo. Mentre lasciava il quartier generale della Legione, Ultra Boy utilizzò la sua vista a raggi-x per vedere attraverso la maschera, e rimase sbigottito nel constatare che il costume era vuoto.
Nel frattempo, Emerald Empress riformò i Fatal Five, reclutando il Persuasore (ex compagno di squadra), Mentalla (candidato mai entrato nella Legione), e due criminali aggiuntivi: Caress, una donna con il tocco acido, e Flare, una donna con poteri di emissione di lampi d'energia distruttiva e volo. I Legionari cercarono disperatamente Sensor Girl, preoccupati che potesse aver accettato l'offerta di alleanza di Emerald Empress. Dawnstar la seguì fin sul pianeta cimitero di Shanghalla, dove la traccia si dissipava. Element Lad sollevò il soggetto della qualificazione di Sensor Girl con Saturn Girl: lei ripeté che Sensor Girl meritava l'adesione alla squadra, aggiungendo anche che "era già stata una Legionaria". Sul pianeta Stratus, i nuovi Fatal Five uscirono allo scoperto e attaccarono un piccolo gruppo di Legionari, composta da Dream Girl, Colossal Boy, Tellus e Polar Boy, che ironicamente erano alla ricerca di Mentalla. Nonostante il valente combattimento, i quattro Legionari furono depotenziati e lasciati quasi sull'orlo della sconfitta. Sensor Girl giunse all'ultimo istante e aiutò i suoi compagni di squadra, ma anche lei fu sopraffatta da Emerald Empress, che espose a tutti la vera identità dell'eroina: la Principessa Projectra.
Brainiac 5 finalmente dedusse l'identità di Sensor Girl, che fu poi confermata da Saturn Girl. Projetra viaggiò fino a Shanghalla per visitare la tomba di suo marito, Karate Kid., che le insegnò il combattimento corpo a corpo. Gli altri poteri teoricamente infiniti non erano altro che il risultato dei suoi poteri illusori, magicamente potenziati dagli spiriti dei suoi antenati con l'abilità di vedere attraverso le illusioni della realtà - incluse quella della dimensione, della distanza, del tempo e della morte. Desiderando poi tornare nella Legione in segreto, lei e Saturn Girl crearono l'identità di Sensor Girl.
Projectra, che riadottò l'identità di Sensor Girl, e gli altri Legionari, fuggiti ai Fatal Five dovettero scontrarsi con loro ancora una volta. Come nel combattimento precedente, i membri della Legione furono sconfitti dai Fatal Five, pur facendo del loro meglio per combatterli. Tuttavia, capirono presto che Mentalla non era altro che una talpa nei Fatal Five, e che non aveva mai veramente tradito la Legione. Con l'aiuto dei suoi poteri, prese possesso di Flare e di Emerald Empress, e le utilizzò per distruggere i satelliti di disturbo di comunicazioni intorno al pianeta, l'ultimo dei quali fu invece usato per inviare una richiesta di rinforzo alla Legione grazie a uno degli anelli di volo in dotazione ai Legionari: Emerald Empress prese uno degli anelli di volo della Legione da uno dei Legionari durante l'inizio della seconda battaglia per evitare che potessero fuggire ancora. Per rappresaglia, Emerald Empress uccise Mentalla. Le due squadre si sfidarono ancora, e per la terza volta consecutiva la Legione venne brutalmente sconfitta. Uno ad uno i Legionari vennero sconfitti. Solo Sensor Girl rimase in piedi. Sconfisse in combattimento corpo a corpo sia Flare che il Persuasore prima di venire sconfitta da Emerald Empress e da Caress. Tuttavia, giunsero Wildfire e Dawnstar, ricevuta la chiamata di soccorso: Wildfire mise fuori uso l'Occhio di Smeraldo, mentre Dawnstar sconfisse Caress. Sensor Girl, con l'ultimo briciolo d'energia colpì Emerald Empress mettendo così fine alla battaglia.
Dopo questa vicenda, Projectra abdicò il trono di Orando. La Legione comunicò nuovamente la sua adesione alla squadra come Sensor Girl, accettando il suo ruolo nell'omicidio di Nemesis Kid come caso di auto-difesa.

## DopoOra Zero
Nella continuity post-Ora Zero, un non umanoide simile ad un serpente di nome Sensor si unì alla squadra. I suoi poteri d'illusione erano molto simili a quelli utilizzati dall'incarnazione originale di Projectra.

## DopoCrisi infinita
Nel periodo successivo a Crisi infinita, la maggior parte della continuity della Legione fu ricostituita. Gli elementi del mistero di Sensor Girl furono ancora una volta parte della storia della Legione. La presunta connessione di Sensor Girl con Supergirl fu rimossa in quanto la corrente incarnazione della Ragazza d'Acciaio non fu uccisa.